# Norbert Vollertsen
Norbert Vollertsen (sinh ngày 10 tháng 2 năm 1958 tại Düsseldorf) là bác sĩ và nhà hoạt động nhân quyền người Đức.

## Sự nghiệp
Vollertsen từng hành nghề y ở Cộng hòa Dân chủ Nhân dân Triều Tiên từ năm 1999 đến 2001 với tổ chức hợp tác phi chính phủ là Ủy ban Cap Anamur. Tháng 8 năm 1999, ông và một nhân viên cứu trợ khác là Francois Large đã hiến da của họ cho một công nhân nhà máy sản xuất máy kéo tên Pak Jong-thae ở Haeju, Nam Hwanghae bị bỏng hơn 3/4 cơ thể và phải trải qua ba cuộc phẫu thuật ghép da. Để ghi nhận công ơn này, Vollertsen được chính phủ trao tặng Huân chương Hữu nghị chính thức của Bắc Triều Tiên vì sự hỗ trợ nhân đạo của ông vào cuối tháng đó, trong một buổi lễ có sự tham dự của Phó Chủ tịch Hội đồng Nhân dân Tối cao Yang Hyong-sop. Ông còn được cấp tấm vé thông hành cho phép tự do đi lại khắp đất nước, vốn là điều rất bất thường đối với người nước ngoài.
Trên đường du ngoạn trong vai trò là bác sĩ cấp cứu, chăm sóc bệnh tật và thương tích của những người Bắc Triều Tiên thường gặp ở vùng nông thôn, ông phải vật lộn với hệ thống chăm sóc y tế gần như không tồn tại, cảnh nghèo rớt mồng tơi và bằng chứng về mạng lưới nhà tù chính trị ở Bắc Triều Tiên ngày càng tăng giúp cưỡng chế dòng chảy của cải từ dân chúng chuyển sang Quân đội Nhân dân Triều Tiên có trụ sở tại Bình Nhưỡng và Đảng Lao động Triều Tiên vào lúc đó do Kim Jong-il đứng đầu. Sử dụng máy ảnh lậu, ông chụp lén được các bức ảnh và quay phim về các vụ vi phạm nhân quyền quy mô lớn ở Bắc Triều Tiên. Đặc biệt, nạn đói tập thể được sử dụng như một công cụ kiểm soát chính trị. Vollertsen bắt đầu thu thập bằng chứng về các vụ lạm dụng mà về sau ông giao lại cho một nhân viên Quốc hội Mỹ đang thăm viếng, chính vì hành động này mà ông phải chịu cảnh giám sát nghiêm ngặt. Mặc dù vậy, Vollertsen vẫn tiếp tục lên tiếng chống lại chính phủ Bắc Triều Tiên khiến họ mất hết kiên nhẫn và buộc ông phải rời khỏi nước này vào tháng 1 năm 2001. Ngay sau khi về nước, ông đã trả lời phỏng vấn báo chí về những trải nghiệm của mình ở Bắc Triều Tiên khiến chính phủ nước này phải lên tiếng phản đối kịch liệt.
Chính phủ Bắc Triều Tiên đã miêu tả Vollertsen như một kẻ thao túng truyền thông không trung thực và tinh thần bất ổn. Vợ ông vì phản ứng với quyết định ở lại Hàn Quốc với tư cách là một nhà hoạt động chống Kim nên đã ly dị và đang nuôi con của họ với người bạn đời riêng. "Vợ tôi trách tôi vì đã không chăm lo cho gia đình. Cô ấy nói tầm nhìn, mục tiêu, dự án của tôi còn giá trị hơn nhiều đối với tôi. Và sau này, tôi nhận ra cô ấy đã đúng. Tôi không muốn hy sinh gia đình. Nhưng tôi biết vợ tôi và người bạn đời của cô ấy đang chăm sóc các con tôi và chúng được an toàn và khỏe mạnh. Nhưng những đứa trẻ Bắc Triều Tiên thì không được như vậy", Vollertsen cho biết vào năm 2003.
Tháng 9 năm 2006, Vollertsen kể rằng ông bị một băng đảng lao vào tấn công và suýt chút nữa thì bị một chiếc taxi đụng phải khi đang ở Seoul trước khi phát biểu về Bắc Triều Tiên.
Ông có viết cuốn sách với nhan đề Inside North Korea: Diary of a Mad Place (Bên trong Bắc Triều Tiên: Nhật ký nơi chốn điên rồ) xuất bản năm 2004. Trước đó sách này được Midori Segi dịch sang tiếng Nhật và phát hành tại Nhật Bản vào năm 2001.

## Tác phẩm
- Vollertsen, Norbert (2004). Inside North Korea: Diary of a Mad Place (Bên trong Bắc Triều Tiên: Nhật ký nơi chốn điên rồ). San Francisco: Encounter Books. ISBN 978-1-893554-87-0.